# Ceratopetalum gummiferum
Ceratopetalum gummiferum är en tvåhjärtbladig växtart som beskrevs av James Edward Smith. Ceratopetalum gummiferum ingår i släktet Ceratopetalum och familjen Cunoniaceae. Inga underarter finns listade i Catalogue of Life.